# Паца (село)
Паца (осет. Пацъа, груз. ფაწა) — село в Закавказье, расположено в  Дзауском районе Южной Осетии, фактически контролирующей село; согласно юрисдикции Грузии — в Джавском муниципалитете. 
Входит в состав Гуфтинской сельской администрации в РЮО.

## География
Село расположено в 3 км к югу от райцентра посёлка Дзау, в междуречье рек Большая Лиахви и её притока Паца при устье последней.

## Население
В 1987 году в селе Паца проживало 70 человек. По переписи 2015 года численность населения с. Паца составила 83 жителя. 

## Топографические карты
- Лист карты K-38-52 Джава. Масштаб: 1 : 100 000. Состояние местности на 1987 год. Издание 1989 г.